# Гран па в білу ніч
«Гран па в білу ніч» («Гран па в белую ночь») — радянсько-французький телефільм 1988 року, знятий режисерами Олегом Виноградовим і Юрієм Сєровим на студії «Лентелефільм».

## Сюжет
Творчий діалог двох балетних труп — Ленінградського академічного театру опери та балету ім. С. Кірова та «Балет XX століття» Моріса Бежара. У програмі фрагменти балетів П. Чайковського, Л. Мінкуса, А. Мачаваріані, І. Стравінського, Ле Барса, М. Теодоракіса, П. Гертеля.

## У ролях
- Алтинай Асилмуратова — головна роль
- Тетяна Аріскіна — головна роль
- К. Гданек — роль другого плану
- Катерина Максимова — роль другого плану
- Галина Мєзєнцева — роль другого плану
- Тетяна Терехова — роль другого плану
- Ольга Ченчикова — роль другого плану
- Лінн Шарль — роль другого плану
- Ельдар Алієв — роль другого плану
- Володимир Васильєв — роль другого плану
- Р. Баш — роль другого плану
- Ерік Вю-Ан — роль другого плану
- Мішель Гаскар — роль другого плану
- Е. Дірманн — роль другого плану
- Хорхе Донн — роль другого плану
- Євген Нефф — роль другого плану
- Фарух Рузіматов — роль другого плану
- Філіп Лізон — роль другого плану

## Знімальна група
- Режисери — Олег Виноградов, Юрій Сєров
- Сценарист — Олег Виноградов
- Оператор — Борис Волох
- Художник — Олександр Яскевич